# Reynaldo Murillo
Reynaldo Murillo (* 20. Jahrhundert) ist ein salvadorianischer Straßenradrennfahrer.
Reynaldo Murillo belegte 2007 bei der Vuelta a El Salvador den dritten Platz bei der dritten Etappe in Cuscatlán hinter dem Tagessieger Juan Pablo Magallanes. In der Saison 2009 wurde Murillo bei der salvadorianischen Meisterschaft Dritter im Einzelzeitfahren hinter dem Sieger Mario Contreras. Das Straßenrennen konnte er für sich entscheiden und sich so den Meistertitel holen.

## Erfolge
2009
- Salvadorianischer Meister – Straßenrennen